# Liste der olympischen Medaillengewinner aus Indonesien
Das Komite Olympiade Indonesia wurde 1946 gegründet und 1952 vom Internationalen Olympischen Komitee aufgenommen.

## Medaillenbilanz
Bislang konnten 44 Sportler aus Indonesien 40 olympische Medaillen erringen (10 × Gold, 14 × Silber und 16 × Bronze).
| Indonesien bei den Olympischen Sommerspielen                                       | Indonesien bei den Olympischen Sommerspielen | Indonesien bei den Olympischen Sommerspielen | Indonesien bei den Olympischen Sommerspielen | Indonesien bei den Olympischen Sommerspielen | Indonesien bei den Olympischen Sommerspielen |      | Indonesien bei den Olympischen Winterspielen | Indonesien bei den Olympischen Winterspielen | Indonesien bei den Olympischen Winterspielen | Indonesien bei den Olympischen Winterspielen | Indonesien bei den Olympischen Winterspielen | Indonesien bei den Olympischen Winterspielen |
| Jahr                                                                               | Gold                                         | Silber                                       | Bronze                                       | Gesamt                                       | Rang                                         | Jahr | Gold                                         | Silber                                       | Bronze                                       | Gesamt                                       | Rang                                         |                                              |
| 1952                                                                               | 0                                            | 0                                            | 0                                            | 0                                            |                                              |      | 1952                                         | –                                            | –                                            | –                                            | –                                            | –                                            |
| 1956                                                                               | 0                                            | 0                                            | 0                                            | 0                                            |                                              |      | 1956                                         | –                                            | –                                            | –                                            | –                                            | –                                            |
| 1960                                                                               | 0                                            | 0                                            | 0                                            | 0                                            |                                              |      | 1960                                         | –                                            | –                                            | –                                            | –                                            | –                                            |
| 1964                                                                               | –                                            | –                                            | –                                            | –                                            | –                                            |      | 1964                                         | –                                            | –                                            | –                                            | –                                            | –                                            |
| 1968                                                                               | 0                                            | 0                                            | 0                                            | 0                                            |                                              |      | 1968                                         | –                                            | –                                            | –                                            | –                                            | –                                            |
| 1972                                                                               | 0                                            | 0                                            | 0                                            | 0                                            |                                              |      | 1972                                         | –                                            | –                                            | –                                            | –                                            | –                                            |
| 1976                                                                               | 0                                            | 0                                            | 0                                            | 0                                            |                                              |      | 1976                                         | –                                            | –                                            | –                                            | –                                            | –                                            |
| 1980                                                                               | –                                            | –                                            | –                                            | –                                            | –                                            |      | 1980                                         | –                                            | –                                            | –                                            | –                                            | –                                            |
| 1984                                                                               | 0                                            | 0                                            | 0                                            | 0                                            |                                              |      | 1984                                         | –                                            | –                                            | –                                            | –                                            | –                                            |
| 1988                                                                               | 0                                            | 1                                            | 0                                            | 1                                            | 36                                           |      | 1988                                         | –                                            | –                                            | –                                            | –                                            | –                                            |
| 1992                                                                               | 2                                            | 2                                            | 1                                            | 5                                            | 24                                           |      | 1992                                         | –                                            | –                                            | –                                            | –                                            | –                                            |
| 1996                                                                               | 1                                            | 1                                            | 2                                            | 4                                            | 41                                           |      | 1994                                         | –                                            | –                                            | –                                            | –                                            | –                                            |
| 2000                                                                               | 1                                            | 3                                            | 2                                            | 6                                            | 37                                           |      | 1998                                         | –                                            | –                                            | –                                            | –                                            | –                                            |
| 2004                                                                               | 1                                            | 1                                            | 2                                            | 4                                            | 48                                           |      | 2002                                         | –                                            | –                                            | –                                            | –                                            | –                                            |
| 2008                                                                               | 1                                            | 1                                            | 4                                            | 6                                            | 42                                           |      | 2006                                         | –                                            | –                                            | –                                            | –                                            | –                                            |
| 2012                                                                               | 0                                            | 2                                            | 1                                            | 3                                            | 63                                           |      | 2010                                         | –                                            | –                                            | –                                            | –                                            | –                                            |
| 2016                                                                               | 1                                            | 2                                            | 0                                            | 3                                            | 46                                           |      | 2014                                         | –                                            | –                                            | –                                            | –                                            | –                                            |
| 2020                                                                               | 1                                            | 1                                            | 3                                            | 5                                            | 55                                           |      | 2018                                         | –                                            | –                                            | –                                            | –                                            | –                                            |
| 2024                                                                               | 2                                            | 0                                            | 1                                            | 3                                            | 39                                           |      | 2022                                         | –                                            | –                                            | –                                            | –                                            | –                                            |
| Gesamt                                                                             | 10                                           | 14                                           | 16                                           | 40                                           |                                              |      | Gesamt                                       | 0                                            | 0                                            | 0                                            | 0                                            |                                              |
| \| \| Gold \| Silber \| Bronze \| Gesamt \| \| Ges. S+W \| 10 \| 14 \| 16 \| 40 \| |                                              |                                              |                                              |                                              |                                              |      |                                              |                                              |                                              |                                              |                                              |                                              |
|                                                                                    | Gold                                         | Silber                                       | Bronze                                       | Gesamt                                       |                                              |      |                                              |                                              |                                              |                                              |                                              |                                              |
| Ges. S+W                                                                           | 10                                           | 14                                           | 16                                           | 40                                           |                                              |      |                                              |                                              |                                              |                                              |                                              |                                              |

## Medaillengewinner
- Rahmat Erwin Abdullah – Gewichtheben (0-0-1)
Tokio 2020: Bronze, Leichtgewicht – 73 kg, Männer
- Sri Wahyuni Agustiani – Gewichtheben (0-1-0)
Rio de Janeiro 2016: Silber, Fliegengewicht – 48 kg, Frauen
- Tontowi Ahmad – Badminton (1-0-0)
Rio de Janeiro 2016: Gold, Mixed
- Windy Cantika Aisah – Gewichtheben (0-0-1)
Tokio 2020: Bronze, Bantamgewicht – 49 kg, Frauen
- Mia Audina – Badminton (0-1-0)
Atlanta 1996: Silber, Einzel, Frauen
- Alan Budi Kusuma – Badminton (1-0-0)
Barcelona 1992: Gold, Einzel, Männer
- Citra Febrianti – Gewichtheben (0-1-0)
London 2012: Silber, – 53 kg, Frauen
- Anthony Ginting – Badminton (0-0-1)
Tokio 2020: Bronze, Einzel, Männer
- Rudy Gunawan – Badminton (0-1-0)
Barcelona 1992: Silber, Doppel, Männer
- Tony Gunawan – Badminton (1-0-0)
Sydney 2000: Gold, Doppel, Männer
- Lilies Handayani – Bogenschießen (0-1-0)
Seoul 1988: Silber, Mannschaft, Frauen
- Eddy Hartono – Badminton (0-1-0)
Barcelona 1992: Silber, Doppel, Männer
- Hendrawan – Badminton (0-1-0)
Sydney 2000: Silber, Einzel, Männer
- Eng Hian – Badminton (0-0-1)
Athen 2004: Bronze, Doppel, Männer
- Taufik Hidayat – Badminton (1-0-0)
Athen 2004: Gold, Einzel, Männer
- Sri Indriyani – Gewichtheben (0-0-1)
Sydney 2000: Bronze, – 48 kg, Frauen
- Eko Yuli Irawan – Gewichtheben (0-2-2)
Peking 2008:  Bronze, – 56 kg, Männer
London 2012:  Bronze, – 62 kg, Männer
Rio de Janeiro 2016:  Silber, – 62 kg, Männer
Tokio 2020:  Silber, – 61 kg, Männer
- Antonius Irianto – Badminton (0-0-1)
Atlanta 1996: Bronze, Doppel, Männer
- Rizki Juniansyah – Gewichtheben (1-0-0)
Paris 2024:  Gold, – 73 kg, Männer
- Denny Kantono – Badminton (0-0-1)
Atlanta 1996: Bronze, Doppel, Männer
- Markis Kido – Badminton (1-0-0)
Peking 2008: Gold, Doppel, Männer
- Sony Dwi Kuncoro – Badminton (0-0-1)
Athen 2004: Bronze, Einzel, Männer
- Tri Kusharyanto – Badminton (0-1-0)
Sydney 2000: Silber, Mixed
- Veddriq Leonardo – Sportklettern (1-0-0)
Paris 2024:  Gold, – Speed, Männer
- Flandy Limpele – Badminton (0-0-1)
Athen 2004: Bronze, Doppel, Männer
- Rexy Mainaky – Badminton (1-0-0)
Atlanta 1996: Gold, Doppel, Männer
- Liliyana Natsir – Badminton (1-1-0)
Peking 2008: Silber, Mixed
Rio de Janeiro 2016: Gold, Mixed
- Greysia Polii – Badminton (1-0-0)
Tokio 2020: Gold, Doppel, Frauen
- Apriyani Rahayu – Badminton (1-0-0)
Tokio 2020: Gold, Doppel, Frauen
- Raema Rumbewas – Gewichtheben (0-2-1)
Sydney 2000: Silber, – 48 kg, Frauen
Athen 2004: Silber, – 53 kg, Frauen
Peking 2008: Bronze, – 53 kg, Frauen
- Nurfitriyana Saiman – Bogenschießen (0-1-0)
Seoul 1988: Silber, Mannschaft, Frauen
- Hendra Setiawan – Badminton (1-0-0)
Peking 2008: Gold, Doppel, Männer
- Winarni Binti Slamet – Gewichtheben (0-0-1)
Sydney 2000: Bronze, – 53 kg, Frauen
- Ricky Subagja – Badminton (1-0-0)
Atlanta 1996: Gold, Doppel, Männer
- Hermawan Susanto – Badminton (0-0-1)
Barcelona 1992: Bronze, Einzel, Männer
- Susi Susanti – Badminton (1-0-1)
Barcelona 1992: Gold, Einzel, Frauen
Atlanta 1996: Bronze, Einzel, Frauen
- Minarti Timur – Badminton (0-1-0)
Sydney 2000: Silber, Mixed
- Triyatno – Gewichtheben (0-1-1)
Peking 2008:  Bronze, – 62 kg, Männer
London 2012:  Silber, – 69 kg, Männer
- Gregoria Mariska Tunjung – Badminton (0-0-1)
Paris 2024: Bronze, Einzel, Frauen
- Kusuma Wardhani – Bogenschießen (0-1-0)
Seoul 1988: Silber, Mannschaft, Frauen
- Nova Widianto – Badminton (0-1-0)
Peking 2008: Silber, Mixed
- Ardy Wiranata – Badminton (0-1-0)
Barcelona 1992: Silber, Einzel, Männer
- Candra Wijaya – Badminton (1-0-0)
Sydney 2000: Gold, Doppel, Männer
- Maria Kristin Yulianti – Badminton (0-0-1)
Peking 2008:  Bronze, Einzel, Frauen